# Урус
Уру́с (кат. Urús, вимова літературною каталанською [u'ɾus] або [gɾus]) - муніципалітет, розташований в Автономній області Каталонія, в Іспанії. Код муніципалітету за номенклатурою Інституту статистики Каталонії - 172060. Знаходиться у районі (кумарці) Башя-Сарданья (коди району - 15 та CD) провінції Жирона, згідно з новою адміністративною реформою перебуватиме у складі баґарії (округи) Ал-Пірінеу і Баль-д'Аран. 

## Назва муніципалітету
Назва муніципалітету походить від баск. ur otz - холодна вода.

## Населення
Населення міста (у 2007 р.) становить 196 осіб (з них менше 14 років - 12,8%, від 15 до 64 - 67,3%, понад 65 років - 19,9%). У 2006 р. народжуваність склала 2 особи, смертність - 0 осіб, зареєстровано 2 шлюби. У 2001 р. активне населення становило 90 осіб, з них безробітних - 4 особи.

Серед осіб, які проживали на території міста у 2001 р., 164 народилися в Каталонії (з них 62 особи у тому самому районі, або кумарці), 23 особи приїхали з інших областей Іспанії, а 11 осіб приїхало з-за кордону. 

Вищу освіту має 18,3% усього населення. 

У 2001 р. нараховувалося 71 домогосподарство (з них 25,4% складалися з однієї особи, 29,6% з двох осіб,12,7% з 3 осіб, 16,9% з 4 осіб, 8,5% з 5 осіб, 5,6% з 6 осіб, 0,0% з 7 осіб, 0,0% з 8 осіб і 1,4% з 9 і більше осіб).

Активне населення міста у 2001 р. працювало у таких сферах діяльності : у сільському господарстві - 12,8%, у промисловості - 8,1%, на будівництві - 12,8% і у сфері обслуговування - 66,3%. 

 У муніципалітеті або у власному районі (кумарці) працює 76 осіб, поза районом - 58 осіб.

### Безробіття
У 2007 р. нараховувалося 1 безробітний (у 2006 р. - 3 безробітних), з них чоловіки становили 100,0%, а жінки - 0,0%.

## Економіка

### Підприємства міста

#### Промислові підприємства
| \| Промислові підприємства міста, за сферою діяльності \| Промислові підприємства міста, за сферою діяльності \| Промислові підприємства міста, за сферою діяльності \| \| Рік \| 2002 р. \| 2001 р. \| \| --------------------------------------------------- \| --------------------------------------------------- \| --------------------------------------------------- \| \| Енергетичні та водні ресурси \| 0,0% \| 0,0% \| \| Хімія та метали \| 0,0% \| 0,0% \| \| Переробка металів \| 0,0% \| 0,0% \| \| Продукти харчування \| 0,0% \| 0,0% \| \| Текстиль \| 0,0% \| 0,0% \| \| Виробництво меблів, видання \| 100,0% \| 100,0% \| \| Інше \| 0,0% \| 0,0% \| \| Усього підприємств \| 1 \| 1 \| |         |         |
| Промислові підприємства міста, за сферою діяльності |         |         |
| Рік | 2002 р. | 2001 р. |
| Енергетичні та водні ресурси | 0,0%    | 0,0%    |
| Хімія та метали | 0,0%    | 0,0%    |
| Переробка металів | 0,0%    | 0,0%    |
| Продукти харчування | 0,0%    | 0,0%    |
| Текстиль | 0,0%    | 0,0%    |
| Виробництво меблів, видання | 100,0%  | 100,0%  |
| Інше | 0,0%    | 0,0%    |
| Усього підприємств | 1       | 1       |

#### Роздрібна торгівля
| \| Підприємства роздрібної торгівлі міста, за сферою діяльності \| Підприємства роздрібної торгівлі міста, за сферою діяльності \| Підприємства роздрібної торгівлі міста, за сферою діяльності \| \| Рік \| 2002 р. \| 2001 р. \| \| ------------------------------------------------------------ \| ------------------------------------------------------------ \| ------------------------------------------------------------ \| \| Продукти харчування \| 50,0% \| 50,0% \| \| Одяг та взуття \| 0,0% \| 0,0% \| \| Товари для дому \| 0,0% \| 0,0% \| \| Книги та періодичні видання \| 0,0% \| 0,0% \| \| Промислова хімічна продукція \| 0,0% \| 0,0% \| \| Продукція, пов'язана з транспортними засобами \| 0,0% \| 0,0% \| \| Інше \| 50,0% \| 50,0% \| \| Усього підприємств \| 2 \| 2 \| |         |         |
| Підприємства роздрібної торгівлі міста, за сферою діяльності |         |         |
| Рік | 2002 р. | 2001 р. |
| Продукти харчування | 50,0%   | 50,0%   |
| Одяг та взуття | 0,0%    | 0,0%    |
| Товари для дому | 0,0%    | 0,0%    |
| Книги та періодичні видання | 0,0%    | 0,0%    |
| Промислова хімічна продукція | 0,0%    | 0,0%    |
| Продукція, пов'язана з транспортними засобами | 0,0%    | 0,0%    |
| Інше | 50,0%   | 50,0%   |
| Усього підприємств | 2       | 2       |

#### Сфера послуг
| \| Підприємства міста, що працюють у сфері послуг, за діяльністю \| Підприємства міста, що працюють у сфері послуг, за діяльністю \| Підприємства міста, що працюють у сфері послуг, за діяльністю \| \| Рік \| 2002 р. \| 2001 р. \| \| ------------------------------------------------------------- \| ------------------------------------------------------------- \| ------------------------------------------------------------- \| \| Гуртова торгівля \| 7,1% \| 7,7% \| \| Готелі та готельний бізнес \| 28,6% \| 23,1% \| \| Транспорт та зв'язок \| 7,1% \| 7,7% \| \| Посередницькі фінансові послуги \| 0,0% \| 0,0% \| \| Послуги підприємствам \| 0,0% \| 0,0% \| \| Послуги фізичним особам \| 28,6% \| 38,5% \| \| Нерухомість та ін. \| 28,6% \| 23,1% \| \| Усього підприємств \| 14 \| 13 \| |         |         |
| Підприємства міста, що працюють у сфері послуг, за діяльністю |         |         |
| Рік | 2002 р. | 2001 р. |
| Гуртова торгівля | 7,1%    | 7,7%    |
| Готелі та готельний бізнес | 28,6%   | 23,1%   |
| Транспорт та зв'язок | 7,1%    | 7,7%    |
| Посередницькі фінансові послуги | 0,0%    | 0,0%    |
| Послуги підприємствам | 0,0%    | 0,0%    |
| Послуги фізичним особам | 28,6%   | 38,5%   |
| Нерухомість та ін. | 28,6%   | 23,1%   |
| Усього підприємств | 14      | 13      |

## Житловий фонд
У 2001 р. 1,4% усіх родин (домогосподарств) мали житло метражем до 59 м2, 29,6% - від 60 до 89 м2, 26,8% - від 90 до 119 м2 і
42,3% - понад 120 м2.

З усіх будівель у 2001 р. 1,6% було одноповерховими, 58,9% - двоповерховими, 38,2
% - триповерховими, 1,2% - чотириповерховими, 0,0% - п'ятиповерховими, 0,0% - шестиповерховими,
0,0% - семиповерховими, 0,0% - з вісьмома та більше поверхами.

## Автопарк
| \| Автомобілі, зареєстровані у місті, за призначенням \| Автомобілі, зареєстровані у місті, за призначенням \| Автомобілі, зареєстровані у місті, за призначенням \| \| Рік \| 2006 р. \| 2005 р. \| \| -------------------------------------------------- \| -------------------------------------------------- \| -------------------------------------------------- \| \| Приватні автомобілі \| 48,7% \| 49,8% \| \| Мотоцикли \| 16,4% \| 15,0% \| \| Вантажівки \| 28,2% \| 28,2% \| \| Трактори \| 0,0% \| 0,0% \| \| Автобуси та ін. \| 6,7% \| 7,0% \| \| Усього автомобілів \| 238 шт. \| 213 шт. \| |         |         |
| Автомобілі, зареєстровані у місті, за призначенням |         |         |
| Рік | 2006 р. | 2005 р. |
| Приватні автомобілі | 48,7%   | 49,8%   |
| Мотоцикли | 16,4%   | 15,0%   |
| Вантажівки | 28,2%   | 28,2%   |
| Трактори | 0,0%    | 0,0%    |
| Автобуси та ін. | 6,7%    | 7,0%    |
| Усього автомобілів | 238 шт. | 213 шт. |

## Вживання каталанської мови
У 2001 р. каталанську мову у місті розуміли 100,0% усього населення (у 1996 р. - 100,0%), вміли говорити нею 90,2% (у 1996 р. - 
97,9%), вміли читати 89,6% (у 1996 р. - 91,5%), вміли писати 62,7
% (у 1996 р. - 58,9%). Не розуміли каталанської мови 0,0%.

## Політичні уподобання
У виборах до Парламенту Каталонії у 2006 р. взяло участь 102 особи (у 2003 р. - 117 осіб). Голоси за політичні сили розподілилися таким чином:
| \| Вибори до Парламенту Каталонії \| Вибори до Парламенту Каталонії \| Вибори до Парламенту Каталонії \| \| Рік \| 2006 р. \| 2003 р. \| \| -------------------------------------- \| ------------------------------ \| ------------------------------ \| \| Конвергенція та Єднання (CiU) \| 61,8% \| 59,8% \| \| Соціалістична партія Каталонії (PSC) \| 12,7% \| 9,4% \| \| Народна партія (PP) \| 3,9% \| 9,4% \| \| Ініціатива за Каталонію — Зелені (ICV) \| 5,9% \| 0,0% \| \| Республіканська лівиця Каталонії (ERC) \| 13,7% \| 18,8% \| \| Громадяни — Громадянська партія (C's) \| 0,0% \| 0,0% \| \| Інші \| 2,0% \| 2,6% \| |         |         |
| Вибори до Парламенту Каталонії |         |         |
| Рік | 2006 р. | 2003 р. |
| Конвергенція та Єднання (CiU) | 61,8%   | 59,8%   |
| Соціалістична партія Каталонії (PSC) | 12,7%   | 9,4%    |
| Народна партія (PP) | 3,9%    | 9,4%    |
| Ініціатива за Каталонію — Зелені (ICV) | 5,9%    | 0,0%    |
| Республіканська лівиця Каталонії (ERC) | 13,7%   | 18,8%   |
| Громадяни — Громадянська партія (C's) | 0,0%    | 0,0%    |
| Інші | 2,0%    | 2,6%    |